# Pleuger Industries
Pleuger Industries GmbH ist ein deutscher Hersteller von Unterwassermotorpumpen, Antriebseinheiten und Kolbenpumpen. Das Unternehmen hat seinen Sitz in Miami, USA, und einen Produktionsstandort in Hamburg, Deutschland. Das Wort „Pleuger“ wird manchmal als Synonym für wassergefüllte Unterwassermotoren mit mehrstufigen Pumpen betrachtet. Friedrich Wilhelm Pleuger gilt auch als Pionier des elektrischen Unterwasser-Turbinenpumpenmotors. 
Seit der Übernahme durch die Investmentgesellschaft Flacks Group im Jahr 2018 agiert Pleuger weiter als unabhängiges Unternehmen.

## Gründung
Pleuger Industries wurde 1929 von Friedrich Wilhelm Pleuger als "Pleuger Unterwasserpumpen GmbH" gegründet, als er den gleitlagerlosen Motor als Ersatz für Bohrlochwellen- und Kolbenpumpen erfand. Da Wasser zur Schmierung und Kühlung der Lager des Nassläufermotors verwendet wurde, galt das Patent damals als besonders ökologisch unbedenklich und effizient. Im Gegensatz zu ölgefüllten Tauchmotoren der Zeit hatten Pleuger-Pumpen den entscheidenden Vorteil, dass sie in sensiblen Bereichen wie der Trinkwasserversorgung eingesetzt werden konnten. In den 1930er Jahren wurden diese Pumpen zum allgemein anerkannten Standard.
Im Jahr 1930, während des Ausbaus des Berliner U-Bahn-Systems, installierte Pleuger Unterwasserpumpen mit sogenannten „Naßläufermotoren“. Die Pumpen halfen, das Grundwasser für das Bauprojekt abzusenken. 1945, während des Zweiten Weltkriegs, wurden die Pleuger-Werke in Berlin und Greiz beschädigt oder zerstört. Nach dem Krieg nahm Friedrich Wilhelm Pleuger die Arbeit in einer kleinen Reparaturwerkstatt in Hamburg-Altona wieder auf. 1951 wurde ein neues Werk in Hamburg-Wandsbek errichtet und anschließend der Firmensitz dorthin verlegt.

## Dresser Industries
In den 1970er Jahren ging Pleuger Industries eine Partnerschaft mit dem amerikanischen Unternehmen TRW ein, um in neuen Regionen zu expandieren und neue Produkte und Technologien zu entwickeln und auszutauschen. 1987 übernahm Dresser Industries Pleuger von TRW und gründete die Dresser Pleuger GmbH. Die Übernahme von Pleuger half Dresser, den Einsatz von Unterwassermotorpumpen im Bereich Entwässerung, Bewässerung und Offshore-Anwendungen zu erweitern.

## Pleuger-Worthington-Fusion
1989 wurde Pleuger Worthington nach einer Fusion zwischen Dresser Pleuger GmbH und Deutsche Worthington gegründet. 1992 wurde es Teil der Ingersoll-Dresser Pump (IDP).

## Flowserve
Im Jahr 2000 übernahm Flowserve Pleuger und gründete Flowserve Pleuger. Im November 2013 führte Pleuger den Pleuger PMM6 ein, ein Unterwassermotor mit Permanentmagneten, die zehn Prozent effizienter war als ihr Vorgänger. Im Februar 2016 wurde der Pleuger PMM8 Unterwassermoto eingeführt, der mit Frequenzumrichtern arbeitet.
Seit November 2023 haben Flowserve und Pleuger Industries eine Einigung erzielt, indem sie eine kooperative Geschäftsbeziehung für die Herstellung von Ebullatormotoren und den Vertrieb von Pleuger-Produkten etabliert haben. 
Nun erkennt Flowserve an, dass Pleuger, Inhaber der Marken Pleuger und Aldrich für Produkte und Dienstleistungen, ein unabhängiges Fertigungsunternehmen ist, mit Hauptsitz in den USA und einem Kompetenzzentrum und Fertigung in Deutschland.

## Flacks Group
2018 erwarb Flacks Group Pleuger von Flowserve. 2019 gründete Pleuger eine Tochtergesellschaft in Moskau, Russland, und expandierte seine Geschäftstätigkeit, indem es 2020 eine Tochtergesellschaft in Singapur eröffnete. 2021 entwickelte das Unternehmen seine Tochtermarke Aldrich neu. 
2022 schloss Pleuger seine russische Tochtergesellschaft und etablierte seinen Hauptsitz in Miami. Seit 2023 ist Anton Schneerson der CEO der Pleuger-Gruppe.
2024 schloss Pleuger die Übernahme von AVI Pumps International, Connecticut, USA, ab und erweiterte seine Präsenz auf dem nordamerikanischen Markt.

## Anwendungen und Märkte
Die Produkte von Pleuger werden international in der Energieindustrie, im Bergbau, in der Öl- und Gasindustrie, in der erneuerbaren Energie und im Wassermarktsektor eingesetzt. Im Laufe seiner Geschichte wurden die Pumpen weltweit in verschiedenen Anwendungen eingesetzt, unter anderem im Moutoa Floodway, an der Alsterfontäne in Hamburg,  in der Collahuasi-Mine und in Montpellier.

## Alsterfontäne

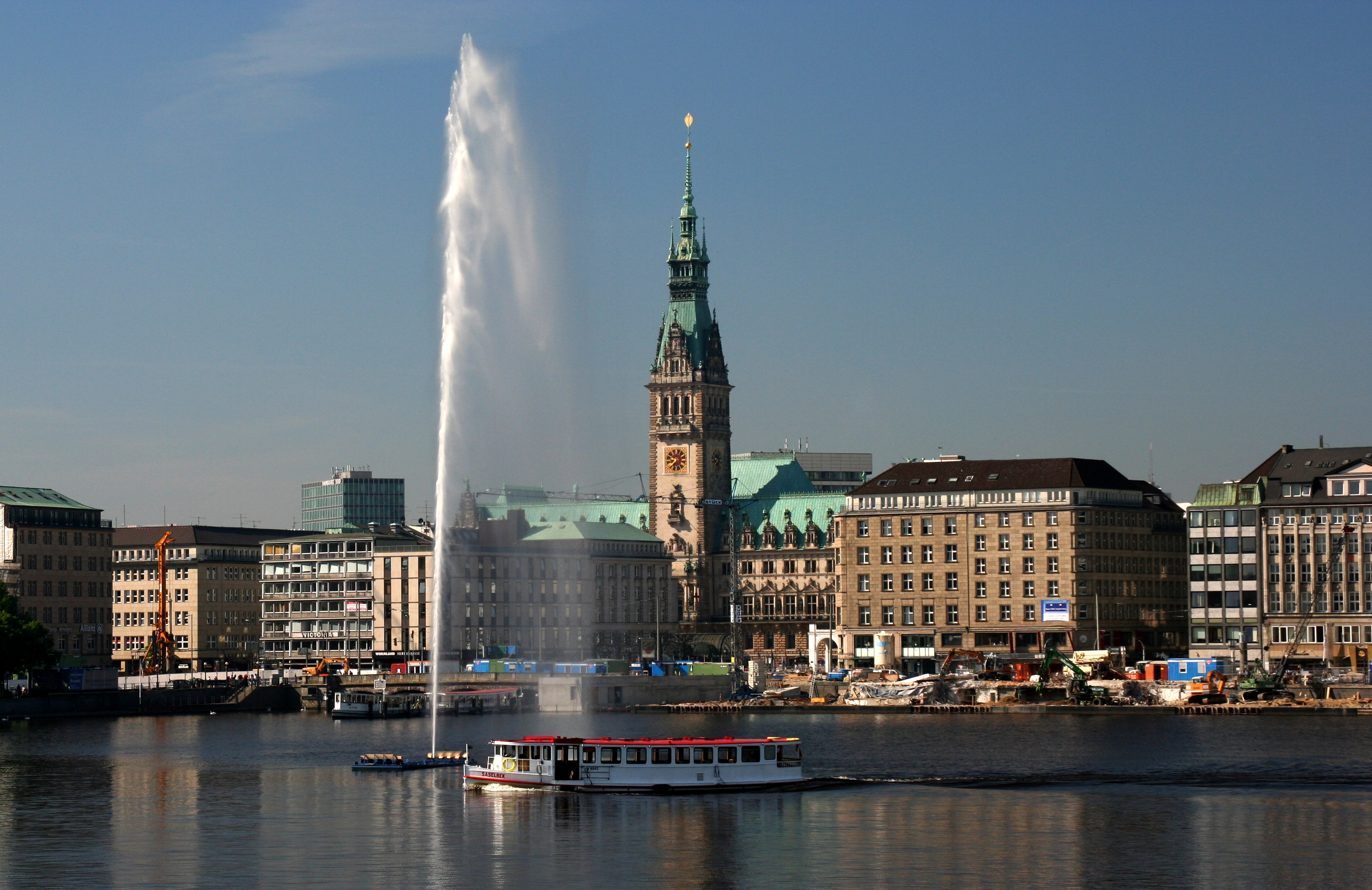
Alsterfontäne

Seit den 1980er Jahren sind Pleuger-Pumpen in der Alsterfontäne installiert, die aktuell mit einer Leistung von 70 kW 180.000 Liter Wasser pro Stunde fördern und eine 40 m hohe Fontäne erzeugen. Für die Pumpe wurde ab 2018 die Permanentmagnet-Technologie (PMM) eingesetzt und installiert. Pleuger übernimmt die jährliche Wartung in Partnerschaft mit der Stiftung Binnenalster.

## Soziales Engagement
Pleuger Industries unterstützt verschiedene Organisationen und engagiert sich durch verschiedene wohltätige Initiativen und unterstützende Aktivitäten für die Gemeinschaft.